# Maxta
Maxta è un comune dell'Azerbaigian situato nel distretto di Şərur.